# Ренье, Альбер
Альбер Ренье (фр. Albert Rénier; 8 мая 1896, Гавр — 5 апреля 1948, Гавр) — французский футболист, нападающий. Известен выступлениями в составе клуба «Гавр» и национальной сборной Франции. По завершении карьеры игрока — тренер.

## Футбольная карьера
С 1919 года выступал в клубе «Гавр». Трижды становился победителем чемпионата Нормандии, проводившегося под эгидой Французской футбольной федерации. В 1920 году помог команде добраться до финала Кубка Франции, но сыграть в решающем матче не смог.
В 1919 году был участником Межсоюзнических игр, крупных спортивных соревнований, организованных странами-победителями в Первой мировой войне. Участие в соревнованиях принимали действующие и бывшие участники вооружённых сил своих стран. В составе сборной Франции (как и в других командах) выступали известные футболисты, игроки национальной сборной. Впрочем, матчи турнира не входят в официальный реестр ФИФА. Игры проводились в Париже на новом стадионе Першинг. Франция уверенно выиграла группу А, одержав три победы над командами Румынии (4:0, один из голов забил Ренье), Греции (11:0, отличился тремя голами) и Италии (2:0). В финале соперником стала сборная Чехословакии. Ренье отличился голом в первом тайме, но его команда в итоге уступила со счётом 2:3.
В марте 1920 года дебютировал в официальном матче национальной сборной Франции в товарищеской игре против Италии (4:9). В 1924 году попал в заявку сборной на Олимпийских играх в Париже, но на поле не выходил. Последний раз сыграл за сборную в ноябре 1994 года в матче против сборной Бельгии (0:3). Всего в национальной команде сыграл четыре матча и забил 1 гол.

## Карьера тренера
В 1933 году Альбер Ренье вернулся в клуб «Гавр» в качестве тренера, возглавлял клуб в течение одного года. Стал первым тренером, возглавившим клуб «Гавр» после обретения клубом профессионального статуса.